# 黑毛四照花
黑毛四照花（学名：Cornus melanotricha）为山茱萸科山茱萸属的植物，为中国的特有植物。分布在中国大陆的云南、广西、贵州、四川等地，生长于海拔650米至1,500米的地区，一般生长在森林中，目前尚未由人工引种栽培。

## 别名
光叶四照花（植物分类学报）